# نیره نیر
نیره نیر (ترکی استانبولی: Neyyire Neyir؛ ۱۹۰۲ – ۱۳ فوریه ۱۹۴۳) هنرپیشه، و بازیگر سینما اهل ترکیه بود. او به عنوان یکی از اولین بازیگر زن مسلمان در ترکیه شناخته می‌شود که برای اولین بار در سال ۱۹۲۳ در فیلمی حضور یافت.